# Бехув (Буський повіт)
Бехув (пол. Biechów) — село в Польщі, у гміні Пацанув Буського повіту Свентокшиського воєводства.
Населення — 358 осіб (2011).
У 1975-1998 роках село належало до Келецького воєводства.

## Демографія
Демографічна структура на день 31 березня 2011 року:
|          | Загалом | Допрацездатний вік | Працездатний вік | Постпрацездатний вік |
| -------- | ------- | ------------------ | ---------------- | -------------------- |
| Чоловіки | 186     | 36                 | 124              | 26                   |
| Жінки    | 172     | 36                 | 86               | 50                   |
| Разом    | 358     | 72                 | 210              | 76                   |